# Okinavski jezik
Okinavski jezik (ISO 639-3: ryu; luchu, okinawan), jedan od 11 rjukjuanskih jezika japanske jezične porodice kojim govori 984 285 ljudi (2000 WCD) pripadnika etničke grupe Okinavaca na otocima Okinawa, otočje Kerama, Kume-jima, Tonaki, otočje Aguni, i otocima istočno od Okinawe. Postoje 4 dijalekta kojima se služe, to su shuri, naha, torishima i kudaka.
Piše se katakana pismom.

## Vanjske poveznice
- Ethnologue (14th)
- Ethnologue (15th)